# Port Washington, Wisconsin
Port Washington este sediul comitatului Ozaukee, statul Wisconsin, Statele Unite ale Americii.
1. ↑   https://www.portwashingtonwi.gov/our-city/mayor-common-council, accesat în 30 septembrie 2024 Lipsește sau este vid: |title= (ajutor)
2. ↑  2010 U.S. Gazetteer Files, accesat în 9 iulie 2020
3. ↑  Geographic Names Information System